# Барун-Хасурта
Бару́н-Хасу́рта (бур. Баруун Хасуурта) — улус в Хоринском районе Бурятии. Входит в сельское поселение «Удинское».

## География
Расположен между речками Бома и Барун-Хасурта (в переводе Правая Еловая), в 8,5 км к северу от места впадения последней в Уду, в 13,5 км к западу от центра сельского поселения, села Удинск, по западной стороне 5-го километра Тэгдинского тракта, северо-западнее региональной автодороги Р436 Улан-Удэ — Романовка — Чита.

## Население
| 2002 | 2010 |
| ---- | ---- |
| 305  | ↘237 |

## Инфраструктура
Сельский Дом культуры, библиотека, фельдшерско-акушерский пункт, почтовое отделение. 